# Węgra
Węgra – wieś w Polsce położona w województwie mazowieckim, w powiecie przasnyskim, w gminie Czernice Borowe. Ma status sołectwa.
Miejscowość jest siedzibą rzymskokatolickiej parafii św. Jana Chrzciciela.
Do 1954 roku siedziba wiejskiej gminy Chojnowo. W latach 1954–1968 wieś należała i była siedzibą władz gromady Węgra, po jej zniesieniu w gromadzie Czernice Borowe. W latach 1975–1998 miejscowość administracyjnie należała do województwa ciechanowskiego.
Przez miejscowość przepływa Węgierka, dopływ Orzyca.

## Zabytki
We wsi znajduje się cmentarzysko z późnego okresu lateńskiego lub wczesnorzymskiego, datowane na I-IV w. 
Zabytkowy kościół parafialny pw. św. Jana Chrzciciela składa się z dwóch części: murowanej zakrystii z roku 1535 i części głównej drewnianej z roku 1730 (przebudowanej w XIX wieku) i odnowionej po II wojnie światowej. Kościół jest wyposażony w trzy ołtarze neobarokowe i ambonę z początku 2. poł. XVIII w. Na północny wschód od kościoła drewniana dzwonnica z XVIII w.
Obiekt znajduje się na Pętli Ciechanowskiej szlaku krajoznawczego Drewniane Skarby Mazowsza. 